# محروم‌سازی (تنبیه فرزندان)
محروم‌سازی یا حبس کردن (به انگلیسی: Grounding) نوعی تنبیه منفی است که معمولاً والدین به فرزندان یا افراد تحت تکفل خود اعمال می‌کنند و آن‌ها را از دسترسی به برخی امکانات محروم می‌سازند.
این کلمه از واژه انگلیسی گراند(Ground) که یکی از معانی آن زمین گیر شدن است به وجود آمده‌است که در مواردی مانند از کار افتادن وسایل نقلیه نیز استفاده می‌شود.

## شیوه اعمال
تنبیه به این صورت است که فرزند حق خروج از خانه یا اتاق خود را در مدتی معلوم و با شرایطی خاص را ندارد.

با پیشرفت تکنولوژی و عدم نیاز فرزندان به خروج از خانه، این تنبیه اشکال مختلفی به خود گرفته‌است و دارای شرایط خاصی شده‌است.

از شرایطی که اکنون تعیین می‌شود می‌توان به منع دسترسی به تلویزیون و کامپیوتر شخصی و تلفن و آی‌پاد را نام برد.

فرزندان درحین این تنبیه فقط از امکانات تفریحی و سرگرمی منع می‌شوند ولی مواردی چون مدرسه رفتن و آموزش موسیقی و غذا خوردن و غیره که نیازهای حیاتی و آموزشی هستند، منعی ندارد.

اصطلاح سنخیت در ابتدا در هواپیمایی مورد استفاده قرار گرفت: هنگامی که یک خلبان از هواپیما به دلیل سوء رفتار، بیماری، مشکلات فنی با هواپیما یا دلایل دیگری جلوگیری می‌شود، خلبان «زمین‌گیر» شد.